# Fehér sás
A fehér sás (Carex alba) a perjevirágúak (Poales) rendjébe, a palkafélék (Cyperaceae) családjába és a sás (Carex) nemzetségbe tartozó, Magyarországon védett növény.

## Elterjedése
Közép- és Kelet-Európában, részben Ázsiában fordul elő. Magyarországon többek közt a Gödöllői-dombság területén él.

## Leírása
Kúszó gyöktörzsű, 10–25 centiméter magas tarackos növény. A tarackot barna pikkelyszerű allevelek borítják. Hajtásai ritkásan, sorokban fejlődnek. Szára  mereven felálló, tompán háromélű, gyengén érdes vagy sima. Tövén az allevelek sárgásbarnák. A levéllemez max. 1,5 milliméter széles, körülbelül fele olyan hosszú, mint a szár, élénkzöld, serteszerűen begöngyölődött, röviden kihegyezett, érdes. A virágzat 1 porzós és 1-3 termős füzérkéből áll, ezek kissé eltávolodnak egymástól, a porzós füzérkét a termősek gyakran túlnövik. A porzós füzérke 0,5-1,5 centiméter hosszú, szálas-lándzsás. A termős füzérke 0,5–1 centiméter hosszú, szálas, 2-6 ritka virágú, kanyargós tengelyű. Nyele vékony és egyenes, max. 3 cm hosszú. A virágzati murvalevél pelyvaszerű (zöld középérrel), hüvelye legfeljebb 1 centiméter hosszú, barnászöld, felül hártyás. A porzós pelyva lándzsás, tompa, fehér hártyás. A termős pelyva visszás tojásdad, hegyes, rövidebb a tömlőnél, fehér vagy halványbarna, hártyás, zöld középsávval. A tömlő gömbös, elliptikus vagy visszástojásdad, lekerekített-háromélű, 3,5–4 milliméter hosszú, szalmasárga-sötétbarna, fényes, sima, erezett, ülő, többé-kevésbé fokozatosan keskenyedik a vékony-kúpos, ferdén levágott csőrbe. A bibék száma 3. A termés tojásdad, háromélű, érés után majdnem fekete. Április-májusban virágzik.

## Élőhelye
Elegyes karszterdők jellemzője. Dunántúli-középhegység, Sopron: Szárhalmi-erdő, Kisalföld: Szigetköz, Bükk-vidék, Gödöllői-dombvidék.